# Platyla pinteri
Platyla pinteri is een slakkensoort uit de familie van de Aciculidae. De wetenschappelijke naam van de soort is voor het eerst geldig gepubliceerd in 1976 door Subai.